# Öztürk, Onikişubat
Öztürk là một xã thuộc huyện Onikişubat, tỉnh Kahramanmaraş, Thổ Nhĩ Kỳ. Dân số thời điểm năm 2010 là 403 người.